# Euastrum magnificum
Euastrum magnificum là một loài Song tinh tảo trong họ Desmidiaceae, thuộc chi Euastrum.